# 山陽看護専門学校
山陽看護専門学校（さんようかんごせんもんがっこう）は、広島県廿日市市に所在した専修学校。

## 概要
1989年に開校。
全日制で修業期間は2年。看護学科を設置。
2021年3月31日をもって閉校。